# Раковец (Кременецкий район)
Раковец (укр. Раковець) — село в Вишневецкой поселковой общине Кременецкого района Тернопольской области Украины.
До 2020 года входило в Збаражский район.
Код КОАТУУ — 6122487401. Население по переписи 2001 года составляло 792 человека.

## Географическое положение
Село Раковец находится на расстоянии в 1,5 км от села Чесновский Раковец.
Рядом проходит автомобильная дорога М-19 (E 85).

## История
- 1463 год — первое упоминание о селе.

## Объекты социальной сферы
- Школа I—II ст.
- Дом культуры.
- Фельдшерско-акушерский пункт.

## Достопримечательности
- Братская могила советских воинов.